# 합덕공용버스터미널
합덕공용버스터미널(합덕터미널)은 충청남도 당진시 합덕읍 면천로 1724 (운산리 293-35)에 위치한 버스터미널이다. 시내버스와 시외버스가 모두 정차하는 공용터미널이다. 본래 합덕읍 중심부에 위치하였으나, 1980년대 후반에 오늘날의 위치로 이전하였다.
지역 내 서야고등학교 소유의 법인 '(주)서원'에서 소유 및 운영중이며 현재의 외관은 1998년부터 2000년까지 토지 및 건축물의 병합과 외관공사 및 증축을 하면서 갖추어졌으나 지역 주민들의 시설 개선에 대한 요구와 이철환시장의 선거공약에 따라 당진시에서 매입을 위한 절차를 진행 중이다.

## 운행 노선

### 시외버스
| 방면        | 행선지 |
| ----------- | --- |
| 수도권 방면 | 공도, 동서울, 남서울, 성남, 안성, 인천                                                                         |
| 충청권 방면 | 공주, 기지시, 당진, 서대전, 동대전, 삽교천, 서산, 신례원, 신창, 신평, 예산, 온양(아산), 유구, 유성, 천안, 태안 |